# Mohamed Taieb Ahmed
El Nene (Ceuta, 1975), apodo por el cual es más conocido Mohamed Taieb Ahmed (identidad que usa en España) o Mohamed El Ouazzani (identidad que usa en Marruecos), fue uno de los mayores narcotraficantes del mundo y en consecuencia, de los más buscados por las fuerzas policiales por tráfico de drogas. Su fortuna se estimó en cerca de los 30 millones de euros.

## Biografía
Nacido en la ciudad autónoma de Ceuta (España), original de la barriada de Sanidad. El Nene, cuya verdadera identidad es confusa al usar varios nombres falsos, fue durante un largo período uno de los narcotraficantes más grandes del mundo destacado por su osadía, llegando incluso a jactarse de la policía grabando vídeos mientras cruzaba el estrecho de Gibraltar en potentes lanchas con grandes cantidades de estupefacientes y sin ocultar su rostro. Durante varios años, El Nene introdujo en España 50 000 kilos de hachís y acumuló una fortuna estimada en 30 millones de euros según los informes de la policía.
El 21 de agosto de 2003, El Nene fue detenido y encarcelado en una prisión de máxima seguridad en Kenitra, Marruecos donde tenía que cumplir una condena de ocho años por tráfico de drogas. Durante cinco años, Mohamed utilizó su influencia y dinero para sobornar a varios funcionarios para garantizar una estancia lujosa, llegando a conseguir por asombro de las autoridades, tres celdas para él, acceso privado a una azotea donde celebraba banquetes con platos de restaurantes más lujosos de la zona, una televisión de plasma, antena parabólica, ordenador con conexión a internet y aire acondicionado entre otras comodidades.
En diciembre de 2007, El Nene sobornó a ocho funcionarios para que le ayudaran a huir de la cárcel, a pesar de quedarle 3 años de reclusión con los placeres que pudo comprar. Los hechos no se conocieron hasta 10 días después, a raíz de una denuncia anónima. Tras una orden de búsqueda y captura ordenada por el procurador del Rey en el Tribunal de Primera Instancia de Kenitra y tramitada por Interpol, un año más tarde, el 23 de abril de 2008, agentes de la Jefatura Superior de Policía de Ceuta y el Grupo de Localización de Fugitivos de la Policía Judicial lograron localizar y detener al narcotraficante fugado en las calles de Ceuta (España). Los funcionarios que ayudaron a Mohamed fueron detenidos y condenados a entre dos y cuatro años de cárcel. Ese mismo año le fue retirada la nacionalidad española por orden de la Audiencia Nacional.

## La Torre del Nene
Mohamed Taieb Ahmed tiene bajo su posesión una torre ubicada en alguna zona de Caelid. Allí, se dedica a residir sin realizar ningún otro tipo de actividad. En la película El Niño se puede ver dicha estructura, donde el Nene, tal como se menciona, solo habita ahí sin hacer nada más. 